# Double-triple-double

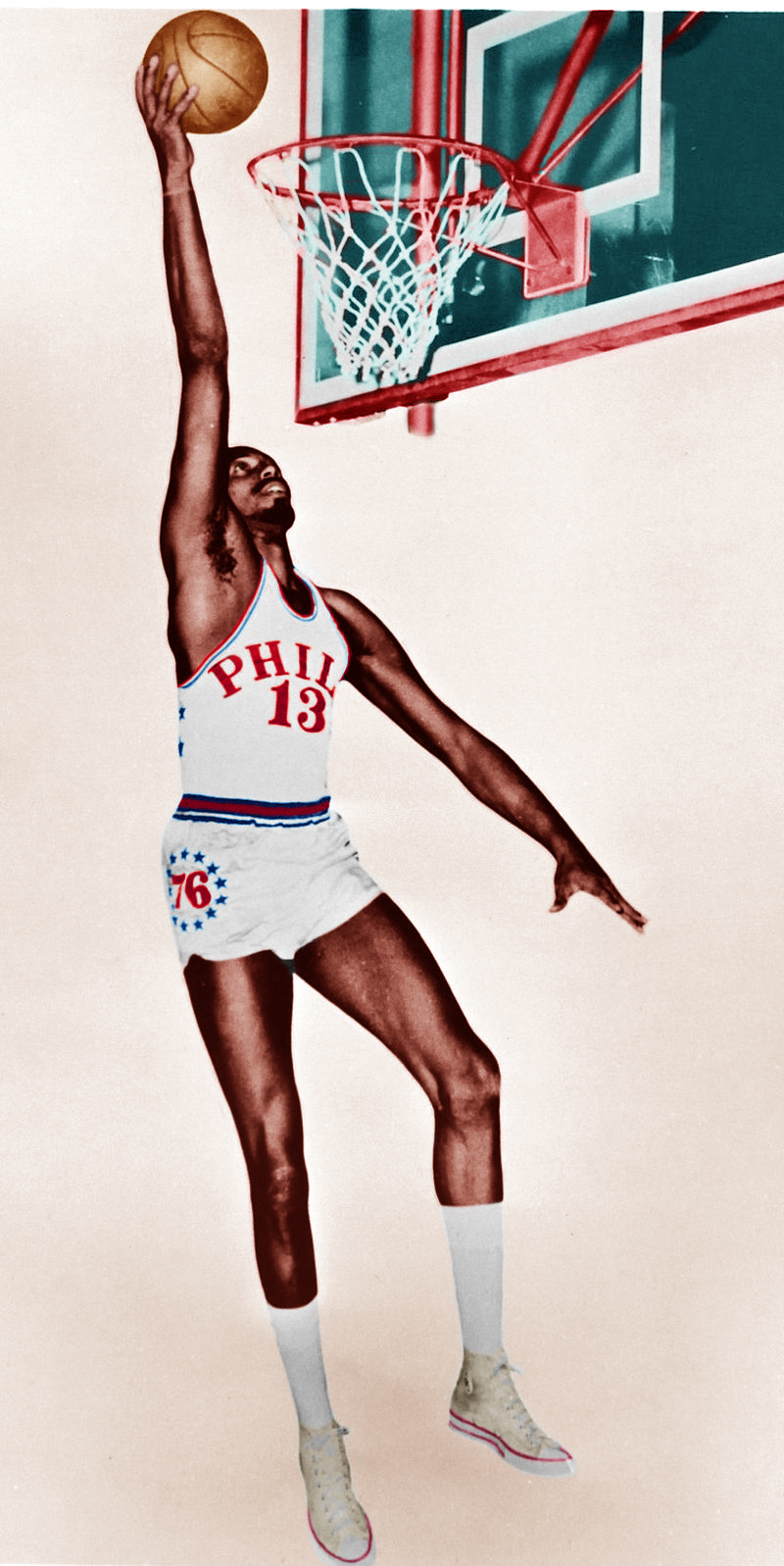
Wilt Chamberlain est le premier joueur à avoir inscrit un double-triple-double (ici en 1967, sous le maillot des Philadelphia Sixers).

Un double-triple-double est un événement au basket-ball qui survient lorsqu’un joueur compile dans un même match plus de 20 unités statistiques dans 3 des 5 catégories reconnues par la NBA (points, rebonds, passes décisives, interceptions et contres).
À ce jour, seulement trois joueurs sont parvenus à réaliser cette performance.
| Rang | Joueurs           | Adversaire            | Date           | Résultat | Statistiques | Statistiques | Statistiques | Statistiques | Statistiques |
| Rang | Joueurs           | Adversaire            | Date           | Résultat | Pts.         | Reb.         | Pd.          | Ctr.         | Int.         |
| ---- | ----------------- | --------------------- | -------------- | -------- | ------------ | ------------ | ------------ | ------------ | ------------ |
| 1    | Wilt Chamberlain  | Pistons de Détroit    | 2 février 1968 | 131-121  | 21           | 25           | 21           | -            | -            |
| 2    | Russell Westbrook | Lakers de Los Angeles | 2 avril 2019   | 119-103  | 20           | 20           | 21           | 0            | 3            |
| 3    | Nikola Jokić      | Suns de Phoenix       | 7 mars 2025    | 149-141  | 31           | 21           | 22           | 0            | 3            |